# Timothy Mack
Timothy Mack (ur. 15 września 1972 w Cleveland) – amerykański lekkoatleta, skoczek o tyczce, mistrz olimpijski z Aten z 2004.
W 1995 został halowym mistrzem NCAA. Zwyciężył w Igrzyskach Dobrej Woli w Brisbane w 2001. Na Mistrzostwach Świata w 2001 w Edmonton zajął 9. miejsce. Na Mistrzostwach Świata w 2003 w Saint-Denis zajął szóste miejsce.
Na igrzyskach olimpijskich w 2004 w Atenach zdobył złoty medal wynikiem 5,95 m (rekord olimpijski). W tym samym roku został zwycięzcą Światowego Finału IAAF w Monako. Ustanowił wówczas swój rekord życiowy – 6,01 m. Był także mistrzem USA w 2004 (stadion) oraz 2002 i 2010 (hala).